# Thanatus okayi
Thanatus okayi es una especie de araña cangrejo del género Thanatus, familia Philodromidae. Fue descrita científicamente por Karol en 1966.

## Distribución
Esta especie se encuentra en Turquía.